# Shri
Shri (devanagari: श्री, IAST: śrī [ɕriː]) är en sanskritisk titel för person som förtjänar särskild aktning och respekt. Titeln sätts ofta före namn på gudar och före namn på personer som anses heliga. Titeln används även numera vid namnet i adressering till män, motsvarande 'Herr'.